# Just Cause (Computerspiel)
Just Cause ist ein Third-Person-Shooter, der am 22. September 2006 für die Plattformen Windows, Xbox, Xbox 360, und PlayStation 2 erschien. Am 16. Mai 2012 wurde es mit einem Emulator für die PlayStation 3 als Downloadtitel veröffentlicht. Das Spiel wurde vom schwedischen Entwickler Avalanche Studios entwickelt und vom britischen Publisher Eidos Interactive veröffentlicht.
Der Spieler übernimmt die Rolle des amerikanischen Geheimagenten Rico Rodriguez, der auf eine Tropeninsel entsandt wird, um dort einen Regierungswechsel herbeizuführen. Die Insel mit Namen San Esperito ist komplett frei erkundbar und etwa tausend Quadratkilometer groß. In diesem Gebiet werden dem Spieler 21 Hauptmissionen und über 300 Nebenmissionen angeboten.
Bis Ende April 2009 wurden über eine Million Kopien des Spiels verkauft. Im März 2010 erschien mit Just Cause 2 ein Nachfolger für Windows, Xbox 360 und PlayStation 3. Am 1. Dezember 2015 folgte für Windows, Xbox One und PlayStation 4 ein weiterer Teil namens Just Cause 3. Mit Just Cause 4 kam der derzeit neueste Teil der Just-Cause-Serie am 4. Dezember 2018 auf den Markt.

## Spielprinzip
Das Spiel ist ein Third-Person-Shooter, in dem der Spieler seine Spielfigur zu Fuß oder per Fahrzeug durch eine frei begeh- und befahrbare Inselwelt steuert und dabei gegen die Soldaten des fiktiven Diktators kämpft. Er kann Fahrzeuge, Flugzeuge und Schiffe verschiedenster Art benutzen, um sich frei auf dem etwa tausend Quadratkilometer großen Staatsgebiet zu bewegen und seine Haupt- und optionalen Nebenmissionen durchführen. Das Spiel umfasst 20 Kampagnenmissionen und 300 Nebenaufträge sowie 90 steuerbare Fahrzeuge. Dabei kann der Spieler mit Hilfe seiner Spezialausrüstung, wie einem in seine Jacke integrierten Fallschirm oder einem Enterhaken in Pistolenformat, diverse akrobatische Einlagen vollführen. Beispielsweise ist es möglich, so an einem fahrenden Auto zu windsurfen oder einen Helikopter zu kapern.
Die Entwickler beschreiben den Helden als:

“The child of one thousand comic books and action movies. He is James Bond, Mad Max, El Mariachi, Wolverine, Punisher, Rambo, Tony Montana, Jack Bauer, Han Solo and Vincent Vega all rolled into one. With a touch of Enrique Iglesias to top it all off!”

„Das Kind tausender Comics und Actionfilme. Er ist James Bond, Mad Max, El Mariachi, Wolverine, Punisher, Rambo, Tony Montana, Jack Bauer, Han Solo und Vincent Vega in einer Person, mit einem Schuss Enrique Iglesias obendrauf.“

Der Name des Spiels ist eine Anspielung auf die US-Invasion in Panama des Jahres 1989. Diese wurde unter dem Operationsnamen Just Cause („gerechte Sache“) durchgeführt und war gegen den Diktator Manuel Noriega gerichtet, der wegen Geschäften mit kolumbianischen Drogenbaronen ins Visier der USA geraten war. Der Auftraggeber der Spielfigur („The Agency“) ist eine direkte Anspielung an die CIA, welche in Spionagekreisen auch als „The Agency“ („Das Amt“) bezeichnet wird.

## Handlung
Just Cause spielt auf der fiktiven südamerikanischen Tropeninsel San Esperito. Der Held ist Rico Rodríguez, ein Geheimagent der Agency, der in einem Guerillakrieg gegen den durch einen Putsch an die Macht gekommenen Diktator der Insel kämpft. Dieser steht im Verdacht, Massenvernichtungswaffen zu besitzen und erregt so die Besorgnis der Agency.

## Bewertungen
Erik Brudvig vom britischen Online-Magazin IGN vergab für Just Cause eine moderate Wertung. Er lobte die außergewöhnlich große Spielwelt sowie die große spielerische Freiheit. Auch die optische und akustische Präsentation bezeichnete er als gut gelungen. Allerdings bemängelte er, dass viele Spielinhalte zu ähnlich und abwechslungsarm gestaltet worden wären. Ebenfalls kritisierte er einige Programmierfehler. Insgesamt bezeichnete er Just Cause als ein Spiel mit guten Ideen, das allerdings zu früh und zu schnell veröffentlicht wurde.
Kristan Reed von Eurogamer bewertete das Spiel ähnlich. Das Spiel biete zwar eine Vielzahl von Möglichkeiten und große Auswahl bei Fahrzeugen, allerdings kritisierte er, dass sich einige Elemente, etwa Aufgaben oder Umgebungsgeräusche, zu häufig wiederholen. Auch im technischen Bereich, überwiegend bei der Windows-Version, erwähnte der Autor Mängel, etwa bei den Animationen der Figuren, die er als manchmal unpassend bezeichnet.
Optik und Szenario erinnerten an den Shooter Far Cry, das Gameplay hingegen nehme Anleihen an der GTA-Reihe. Das Missionsdesign sei jedoch unausgereift.